# Gnais

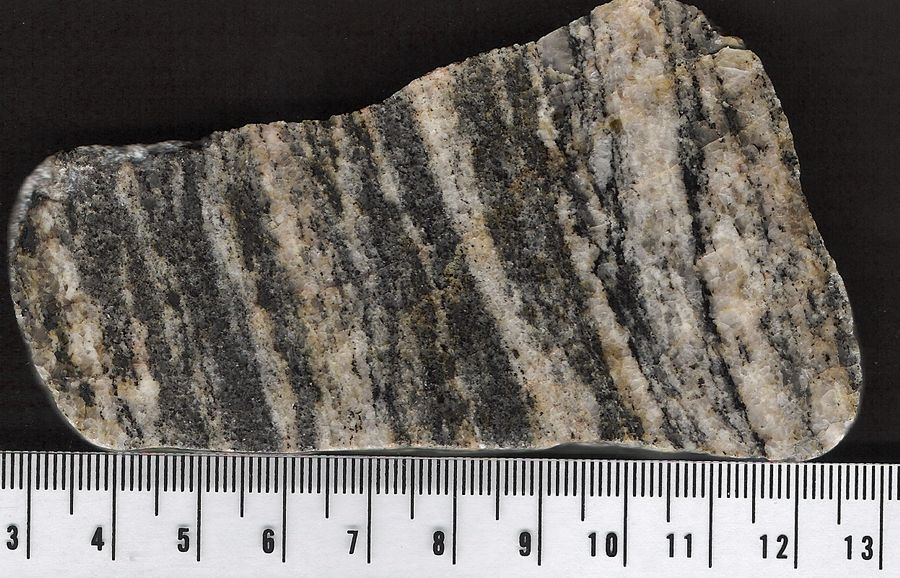
Gnais dungat (stratificat)

Gnais (germană Gneis) este o rocă metamorfică ce a suferit transformări importante, roca inițială fiind supusă la presiuni și temperaturi ridicate. Gnaisul este alcătuit în proporții mai mari din mineralele: feldspate  (> 20 %), cuarț ca și biotit și muscovit, în proporții asemănător cu granitul (care este o rocă magmatică). 
După conținut, gnaisurile pot fi: gnaisuri biotitice, gnaisuri cordieritice sau gnaisuri muscovitice.
Se mai pot deosebi categoriile de:
- „paragnaise” care au origine sedimentară
- „ortognaise” de origine magmatică
- „magatite”, roci care au fost numai parțial topite
- „granulite”, roci ce au fost supuse la temperaturi peste 750 °C și presiuni de ca. 1,4 GPa, și care, după procentul de silicați, pot fi roci bazice sau acide.